# Gare de Castillon
Gare de Castillon vasútállomás Franciaországban, Castillon-la-Bataille településen.

## Vasútvonalak
Az állomást az alábbi vasútvonalak érintik:
- Libourne-Buisson-vasútvonal

## Kapcsolódó állomások
A vasútállomáshoz az alábbi állomások vannak a legközelebb:
- Gare de Lamothe-Montravel
- Gare de Saint-Émilion
- Gare de Vélines

## Járatok
- személyvonat (TER Aquitaine) Bordeaux - Libourne - Bergerac - Sarlat-la-Canéda

| Előző állomás                                |  | SNCF             |  | Következő állomás                             |
| -------------------------------------------- |  | ---------------- |  | --------------------------------------------- |
| Saint-Émiliontovább Bordeaux-Saint-Jean felé |  | TER Aquitaine 26 |  | Lamothe-Montraveltovább Sarlat-la-Canéda felé |